# CCSこみちゃん
CCSこみちゃん（シーシーエスこみちゃん）は、シティーケーブル周南（以下:CCS）が放送している自主放送チャンネルである。

## チャンネル概要
| チャンネル名                                   | 番号（デジタル） | （デジアナ） | 画質 | 主な放送番組                   | 備考                                                      |
| ---------------------------------------------- | ---------------- | ------------ | ---- | ------------------------------ | --------------------------------------------------------- |
| こみちゃん111                                  | 111              | 11           | HD   | 特別番組・市議会・文字放送など | 2012年12月1日に放送開始                                   |
| こみちゃん121                                  | 121              | 12           | HD   | 地域情報                       | 2007年6月からデジタル放送開始 2011年9月29日からHD放送開始 |
| こみちゃん122                                  | 122              | 放送なし     | SD   | ショップチャンネル・QVC        |                                                           |
| ウェザーニュース                               | 112              | 放送なし     | SD   | 天気情報                       | 2012年12月1日に123chから移動                              |
| いずれのチャンネルもデータ放送は行っていない。 |                  |              |      |                                |                                                           |

- 2013年10月から、6:00～18:00の間に放送される文字情報で、情報カメラ（望海台、鹿野上）の映像がL字画面で流れるようになった。
- 2014年後半からは、望海台、鹿野上に加えて、新南陽駅前、道の駅ソレーネ周南にもカメラが設置された。

## 現在放送中の番組
2015年2月現在

### こみちゃん121・122（121ch・122ch）両方

#### これまで放送された特別番組

##### 2012年
- NHKのど自慢予選会
- ふぐ・はも・たこ創作料理コンテスト
- 岩国錦帯橋空港開港記念特別番組（生放送）
- 第51回周南市中学校音楽祭
- 第50回中国地区演劇発表会
- NEW CITY WINS 8HT CONCEAT
- 第30回徳山吹奏楽団 定期演奏会
- 周南映画祭自主制作映画「レンタル彼氏」

##### 2013年
- 周南市PTAコーラス交流会
- 周南地区吹奏楽連盟 新人演奏会
- 徳山吹奏楽団 定期演奏会
- 徳山小学校 定期演奏会
- 徳山高校吹奏楽部 定期演奏会
- 周南市誕生10周年記念式典（4月26日 - 28日）
- フローレ・コンサート
- 第40回徳山夏祭りダイジェスト
- 第39回サンフェスタしんなんようダイジェスト
- 周南24時間リレーマラソン2013生中継（4回放送・Kビジョンとの共同制作）（9月28日 - 29日）
- 劇団「わ」第12回公演　ちんどん屋一代（8月1日 - 31日）
- 周南地区吹奏楽連盟 サマーコンサート Part1 - 4
- 周南市役所庁舎建設シンポジウム（基調講演版・ダイジェスト版・ノーカット版）
- 徳山吹奏楽団 第31回定期演奏会（11月16日 - 31日）
- MUSIC ON! TV Presents「KARA」「FTISLAND」special（11月16・17・23・24日）
- 青空公園イルミネーション点灯式中継（11月23日）
- ぜろカラ企画劇（11月1日 - 31日）
- MUSIC ON! TV Presents「MONSTER baSH 2013」special（11月30日・12月1・7・8日）
- 劇団376 三作神楽の起こり（12月1日 - ）
- 周南市小学校音楽祭1日目 午前の部・午後の部（12月1日 - 15日）
- 周南市小学校音楽祭2日目 午前の部・午後の部（12月15日 - 31日）

##### 2014年
- まど・みちおコスモス音楽祭（1月1日 - 15日）
- 周南市中学校音楽祭 午前の部・午後の部（1月16日 - 31日）

### こみちゃん121（121ch）

#### Day Colle（デコレ）
月～金 18:45～（生放送）、再放送 23:00～、翌7:00～、12:00～（15分）

#### 小鳥が私に囁いた
1日・15日更新
毎日 11:30～、17:30～、24:30～（30分）

#### 夢色アサンブラ
1日・15日更新
毎日 10:00～、19:00～、21:00～（20分）

#### ツヨシのゴー!GO!動物園
1日・15日更新
毎日 6:25～、15:25～、22:25～（5分）

#### 三奈の旬をゲット
1日・15日更新
毎日 6:20～、15:20～、22:20～（5分）

#### ぶ～ち!!パラダイス
1日・15日更新
毎日 8:30～、13:00～、22:30～（30分）

#### キャッチアップ周南
毎週月曜更新
毎日 9:00～、13:30～、21:30～（15分）

#### バレたらあかん!
毎週月曜更新
毎日 9:15～、13:45～、21:45～（15分）

#### SOUND VIEW ばんなび
毎週月曜更新
毎日 17:00～、23:45～（10分）

#### まんぷく
毎週月曜更新
毎日 11:17～、12:16～、17:15～、23:31～（15分）

#### シングルへの道
毎週月曜更新
毎日 10:45～、19:22～、23:16～（15分）

#### 美味しいもの探検 七つ星食堂
1日・15日更新
毎日 8:03～、12:45～、21:20～（5分）

#### 周南市市政だより
毎日 6:00～、15:00～、22:00～（15分）

#### 周南市トピックス
1日・15日更新
毎日 6:15～、15:15～、22:15～（5分）

#### 周南しゃっきり体操
毎日 6:30～（5分）

#### お腹ぺったんこ体操
毎日 6:35～、20:27～（3分）

### 特別番組・こみちゃん121（121ch）

#### 徳山大夏祭り中継
毎年7月第4、もしくは第5土曜日
みこし競演を中心に放送する。2013年は中継は無かったが、ダイジェストで放送された。

#### カウントダウン中継
毎年12月31日23:45～24:45
CCSのスタジオから生放送し、周南市各地の神社から中継する。プレゼントクイズもある。
中継場所
- 2010年: 遠石八幡宮、山崎八幡宮、飛龍八幡宮
- 2011年: 遠石八幡宮、山崎八幡宮
- 2012年: 遠石八幡宮、桜田八幡宮

#### 選挙特番
周南市長選挙・周南市議会議員選挙の開票日

## 過去に放送された番組
- 国体Navi 知っちょるる※HD
  - おいでませ!山口国体開催半年前(月更新)～国体終了まで放送。
- 山口大会Navi 知っちょるる※HD
- キッズ英会話道場
- 周南警察署のぶち交通安全
- あなたのまちのほっスピタル
- 素人のカガミ
- どきどきわくわくお金の話
- DO!DAY
- きょうの健康
- Spotしゅうなん
- ときたまNews（Day Colleの前身番組）
- ぴよ子ケブレ
- 生でど～Day!
- 周南ニュース・アイ
- プロジェクトX
- ぷらら画報
- NHK特集 シルクロード
- 連続テレビ小説
  - おしん
  - ひまわり
  - あぐり
  - ふたりっ子
  - あすか
- レッツGO!アラカルト※HD
- けーぶるにっぽん「ふるさとの宝」※HD
- sideB(サイド・ビー）※HD
- けーぶるにっぽん「輝けるなでしこ」※HD
- 恋するテツガク※HD

## 放送休止
放送設備の点検などで、放送を休止することがある。

- 2011年9月29日深夜（不定）。放送設備のHDへの切り替えのため。（122ch、123ch。121chでも切り替えのときのみ映像が乱れたりした。）
- 2012年3月31日深夜1:00～2:00。（121ch、122ch、123ch。）